# ムーンライト九州
ムーンライト九州（ムーンライトきゅうしゅう）は、かつて西日本旅客鉄道（JR西日本）および九州旅客鉄道（JR九州）が新大阪駅（運行開始当時は京都駅） - 博多駅（一時熊本駅）間を東海道本線・山陽本線・鹿児島本線経由で運行していた臨時夜行快速列車。本稿では、特に記さない限り、現時点での最後の運行であった2008年－2009年年末年始時点での概況を記す。
2008年-2009年の年末年始を最後に運行終了している。

## 運行概況
主に学校の長期休暇の時期にあわせ、春・夏・年末年始に運行された（一時期はゴールデンウィークなどにも運転されたことがある）。臨時列車ながら、最長距離を走る夜行快速列車であった。一時期は自由席車が連結されていたが、2003年夏期以降、全車普通車指定席となっていた。
運転時期は青春18きっぷの発売時期と重なり、快速列車であるため同きっぷが使用可能であるが、指定席券の購入が必要。青春18きっぷを使えば関西 - 九州間を高速バスよりも安く移動できることや、後年は快適度を向上させたリクライニングシートやカーペット席も備えた車両で運行していたこともあり「ムーンライトながら」並みに人気が高かった。
本列車が0時を過ぎて最初に停車する駅は上り・下りともに岡山駅であり、岡山駅をまたいで乗車する場合は青春18きっぷ2回分（もしくは当該区間に有効な別の乗車券類）が必要であった。但し、岡山から九州へ往復する場合は、帰りに厚狭が23時台の最終停車駅となり、翌日の最初の停車駅は4時台ながら、岡山となるため、青春18きっぷ1回分2,300円と指定席料金・往復1,020円の合計3,320円で済んでいた。なお、岡山から大阪方面への往復利用も同様であった。
機関車牽引の客車列車であるが故に速度が上げられず、関西側では新快速のダイヤに少なからず影響を与え、九州側で「ソニック」や「きらめき」などの特急のほか、普通・快速電車を運転停車で待避するダイヤとなっていた。

### 牽引機関車
- 新大阪 - 下関間 : EF65形1000番台（PF形）・EF66形 JR西日本下関地域鉄道部下関車両管理室所属
- 下関 - 門司間 : EF81形400番台 九州旅客鉄道（JR九州）大分鉄道事業部大分車両センター所属
- 門司 - 博多間 : ED76形 JR九州大分鉄道事業部大分車両センター所属

### 使用車両
- 14系客車（京都総合運転所・宮原総合運転所所属）を使用。寝台車ではなく、座席車である。全車指定席の8両編成。1号車のみ喫煙車で、その他は禁煙車であった。
  - JR西日本がスキー列車「シュプール号」・団体用車両として改修した車両（「シュプール&リゾート」）で、座席のリクライニングはオリジナルの簡易リクライニングシートに比べて大きく倒すことができ、好きな角度で止められる。一時期、最も京都寄りに展望車が連結されていたが、展望室に関して一部グループ客等による占有や深夜帯での酒盛り等の苦情も多く2006年冬より連結されなくなった。
  - 2010年までの岡山駅改修工事による線路事情のため2005年夏シーズンより運行を中止している「ムーンライト山陽」用の車両（宮原総合運転所所属）が、運行区間が重複しかつ同仕様の車両を用いるという条件を満たすため本列車に連結され、6両編成から8両編成となった。

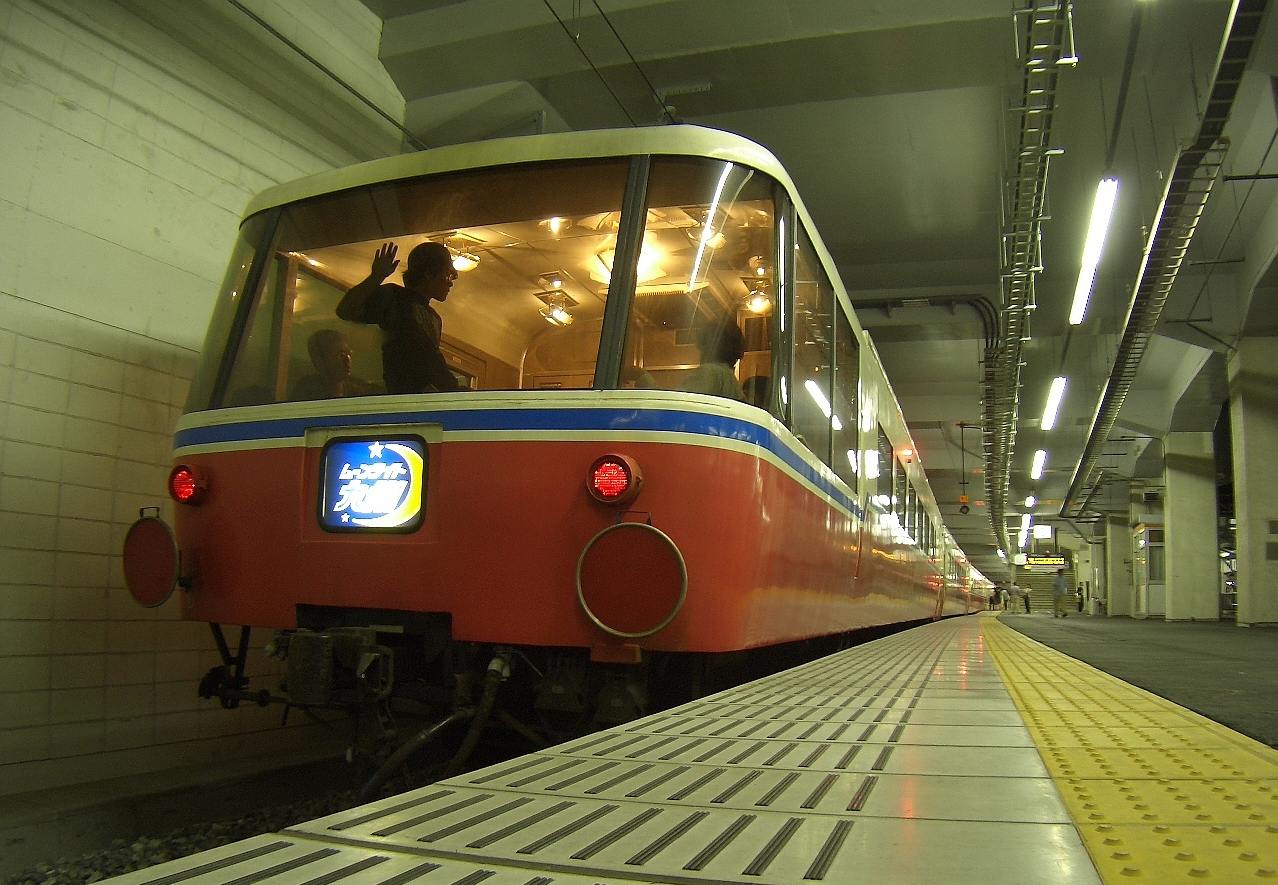
2006年夏まで展望車が連結されていた（岡山駅）
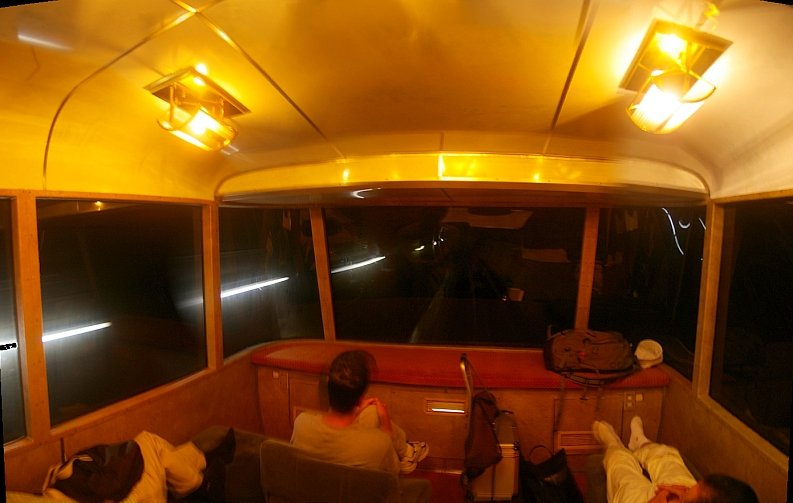
展望室
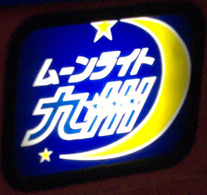
テールマーク
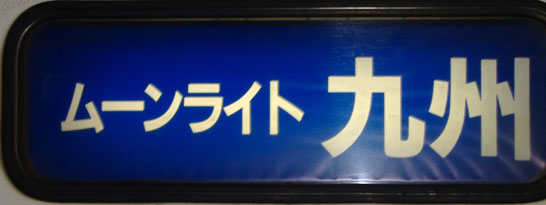
表示幕
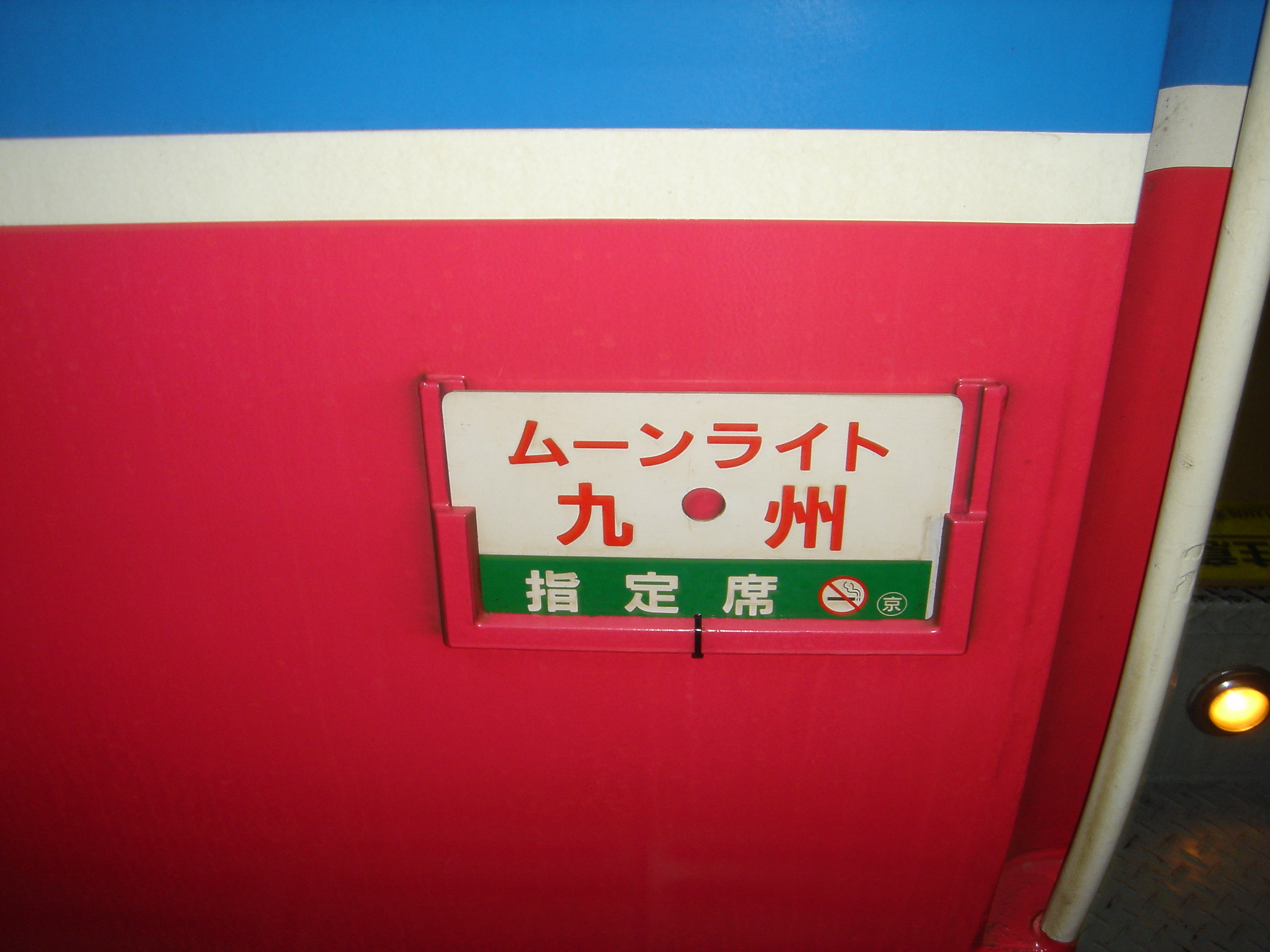
サボ
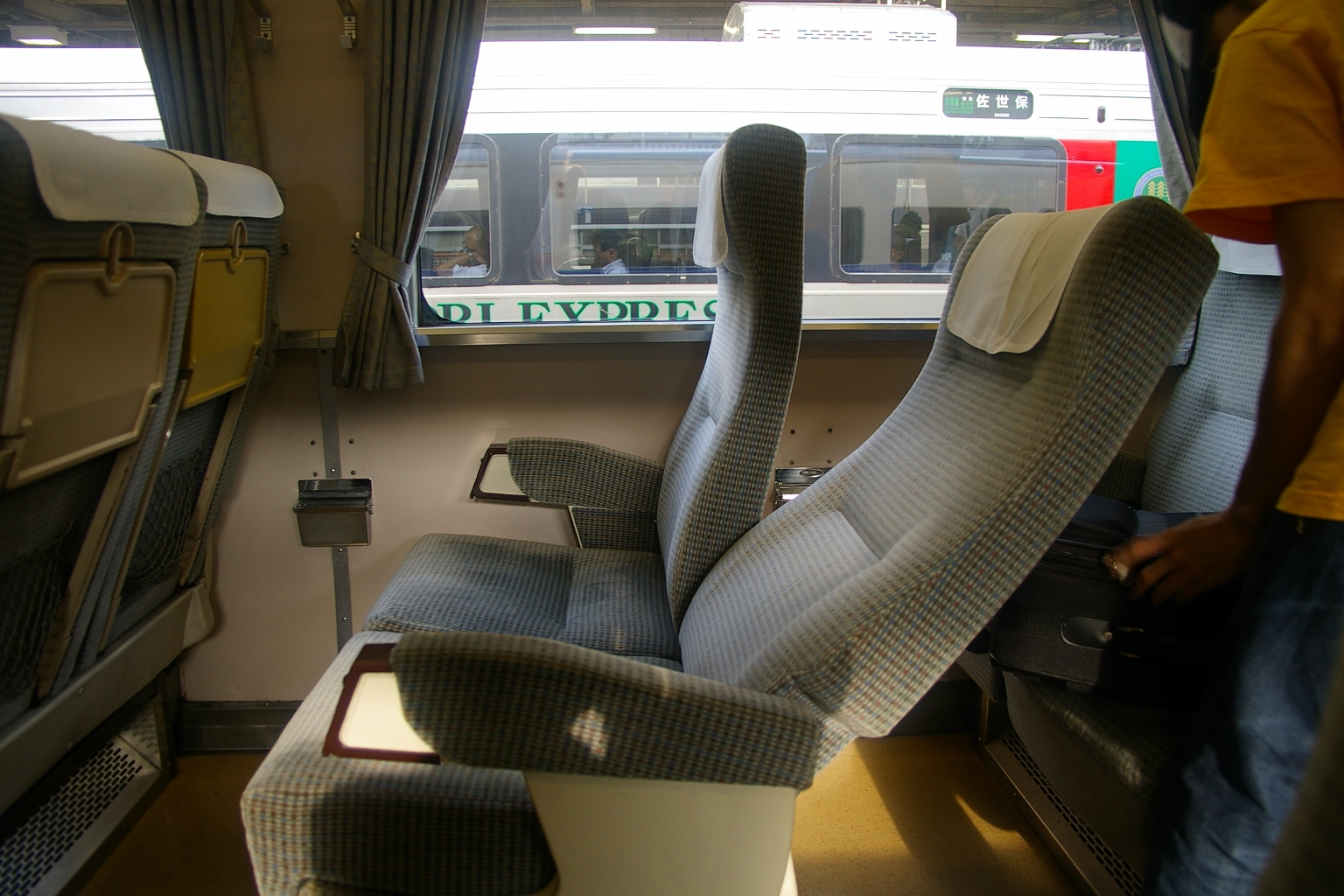
フリーストップリクライニングの座席
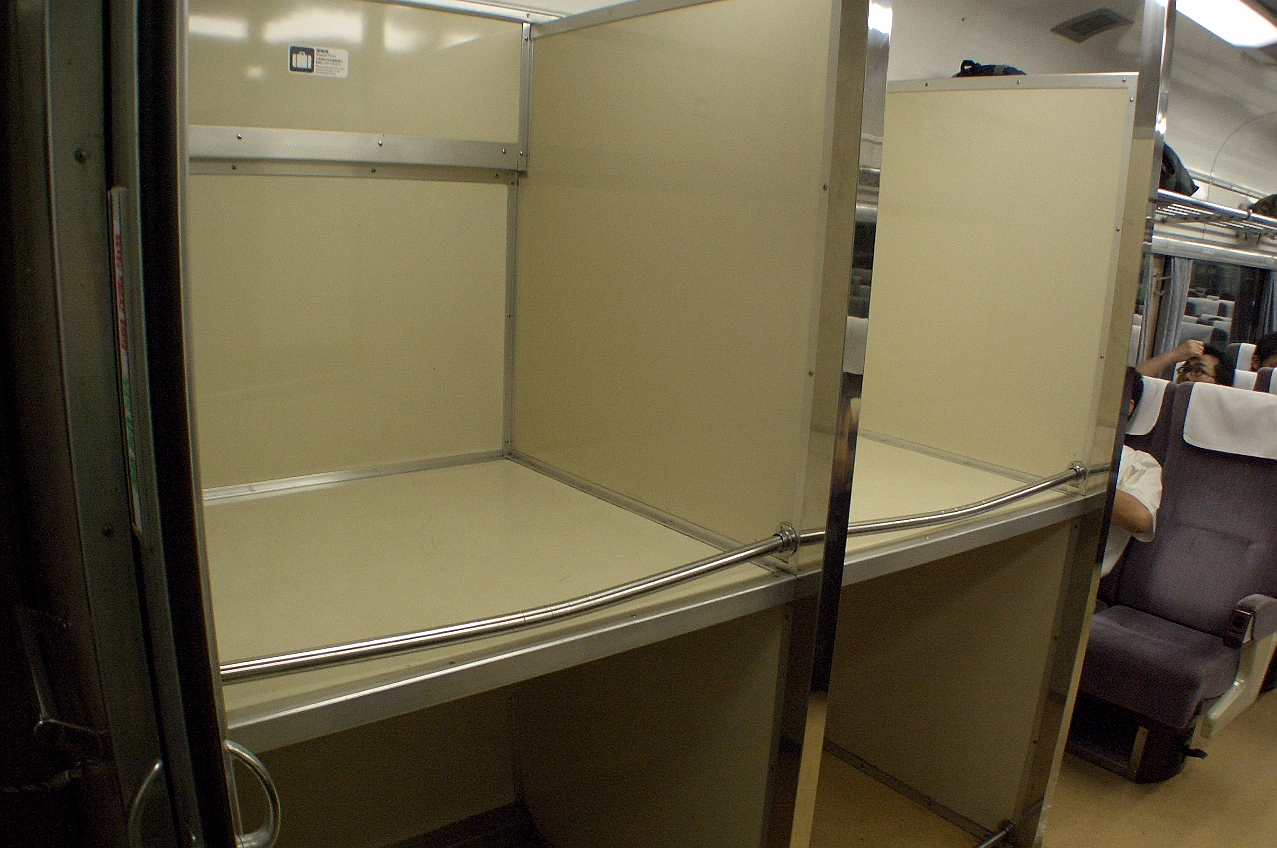
各車両には大型の荷物置き場が用意されている

### 停車駅
新大阪駅 - 大阪駅 - 三ノ宮駅 - 神戸駅 - 明石駅 - 加古川駅 - 姫路駅 - 岡山駅 - 厚狭駅 - 下関駅 - 門司駅 - 小倉駅 - 戸畑駅 - 黒崎駅 - 折尾駅 - 博多駅
- その他糸崎・広島・徳山、上りでは千早・古賀・福間・遠賀川等で、運転停車を行っていた。（時刻表上は通過扱い）

### 車掌業務担当区
- 新大阪駅 - 下関駅 : JR西日本下関地域鉄道部下関乗務員センター
- 下関駅 - 博多駅 : JR九州門司車掌区

## 沿革

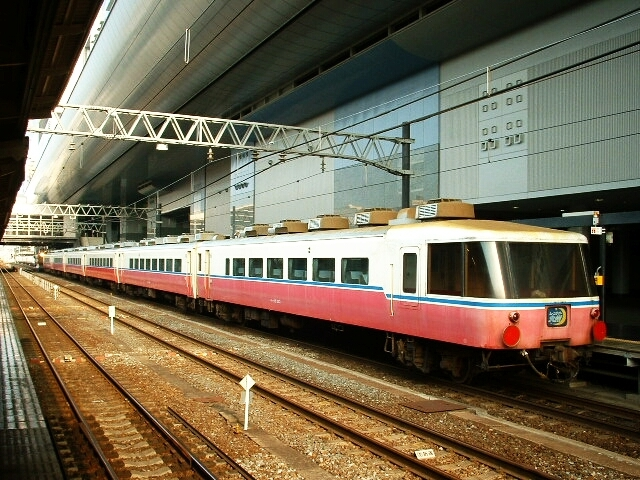
京都駅に停車中の列車・2005年春までは京都駅発着だった

京阪神と九州の間には戦後長らく座席車両で組成された夜行普通列車・準急列車・急行列車が運行されていたが、1980年のダイヤ改正で急行「雲仙」・「西海」・「阿蘇」・「くにさき」が廃止されたのを最後に全廃された。以降寝台列車としての臨時列車はあったが、座席車による夜行列車は長らく設定されていなかった。
しかし、1980年代前半から高速バスないしは長距離夜行バスの運行が次第に競争力を上げて優位性が向上し、列車に対してその影響が出てきたことによる対応策として、1986年のダイヤ改正において寝台特急「あかつき」に普通座席指定車1両を組み込んだのに続いて、臨時列車としてこの列車が運行を開始することとなった。
1989年12月にJR西日本は京都駅 - 博多駅間に「ふるさとライナー九州」の名で臨時夜行快速列車の運行を開始し、1990年4月に現行の「ムーンライト九州」の名で運行開始された。運行開始当初から暫くは、夏期のみ展望車連結の14系客車「シュプール&リゾート」仕様車で、年末年始・春期は一般の14系または12系座席車を使用していた。
使用車両が異なるため、冬期のみ「ふるさとライナー九州」の名称を使用していた。これは、「シュプール&リゾート」がスキー客輸送用の列車である「シュプール号」での利用を目的として製作されたものの、夏期はスキー客輸送がないため、「シュプール&リゾート」は遊休状態となるからであった。そのため、夏期はフリーストップリクライニングシートで、それ以外は簡易リクライニングシートまたはボックスシートであり、サービスに大きな差があったが、その後「シュプール号」自体が運行されることが少なくなったことにより、全期とも「シュプール&リゾート」の14系を使用していた。2001年冬期（年末年始）をもって「ふるさとライナー九州」の名称による運行は終了、2002年冬期から名称が他シーズンと同じ「ムーンライト九州」に統一された。
2001年夏期から2003年春期までは最繁忙期に限り自由席車を連結していたが、これは本来の「シュプール&リゾート」車両の編成を全車指定席とし、別に2両の一般の座席車を増結するものであった。この増結車両には12系客車が用いられた。
しかし、新幹線の速度向上や高速バスの台頭による利用者の減少、車両の老朽化により、2009年春期以降の運行が中止された。JR西日本によれば「臨時列車の扱いのため廃止の発表をしないが、今後の再開予定はない」と一部で報道されている。また「ムーンライト九州」に使用されていた「シュプール&リゾート」用の車両も同年7月10日付で廃車されている。また、同時期には「はやぶさ」・「富士」が廃止され、臨時「サンライズゆめ」の設定が無くなったため、倉敷以西の山陽本線を走る夜行旅客列車そのものが存在しなくなった。

### 年表
- 1989年12月 - この冬期（年末年始）より「ふるさとライナー九州」として運行開始。以降、冬期は2001年までこの名称で運行。
- 1990年4月 - 冬期以外の列車を「ムーンライト九州」の名称で運行開始。
- 1991年7月 - 運転区間が京都駅 - 熊本駅間に延長される。当時の停車駅は京都駅-新大阪駅 - 大阪駅 - 三ノ宮駅 - 神戸駅 - 明石駅 - 加古川駅 - 姫路駅 - 岡山駅 - 厚狭駅 - 下関駅 - 門司駅 - 小倉駅 - 戸畑駅 - 黒崎駅 - 折尾駅 -香椎駅- 博多駅-二日市駅-鳥栖駅-久留米駅-羽犬塚駅-瀬高駅-大牟田駅-玉名駅-上熊本駅-熊本駅
- 1993年7月 - 運転区間が京都駅 - 博多駅間に戻る。
- 2001年7月 - お盆・年末年始の最繁忙期を除き、全車座席指定席に変更。
- 2002年12月 - この冬期より他シーズンと同じ「ムーンライト九州」に名称統一。
- 2003年7月 - 時期にかかわらず、全車座席指定席とする。
- 2005年7月 - 京都駅発着を新大阪駅発着に変更。6両編成から8両編成となる。
- 2007年 - 春季青春18きっぷ通用期間内の運転期日は、下りが3月20日から4月2日、上りが3月21日から4月3日、夏季青春18きっぷ通用期間内の運転期日は、下りが7月20日から8月19日、上りが7月21日から8月20日まで。
- 2008年 - 春季青春18きっぷ通用期間内の運転期日は、下りが3月21日から3月30日、上りが3月22日から3月31日まで。
- 2008年から2009年の冬季青春18きっぷ通用期間内の運転を最後に運行終了。